# 羅克福爾斯 (伊利諾伊州)
羅克福爾斯（英語：Rock Falls）是一個位於美國伊利諾伊州懷特塞德縣的城市。

## 地理
羅克福爾斯的座標為41°46′29″N 89°41′29″W / 41.77472°N 89.69139°W，而該地的平均海拔高度為197米（即646英尺）。

## 人口
根據2010年美國人口普查的數據，羅克福爾斯的面積為10.06平方千米，當中陸地面積為9.71平方千米，而水域面積為0.35平方千米。當地共有人口9266人，而人口密度為每平方千米921.07人。